# 근미래정치연구회

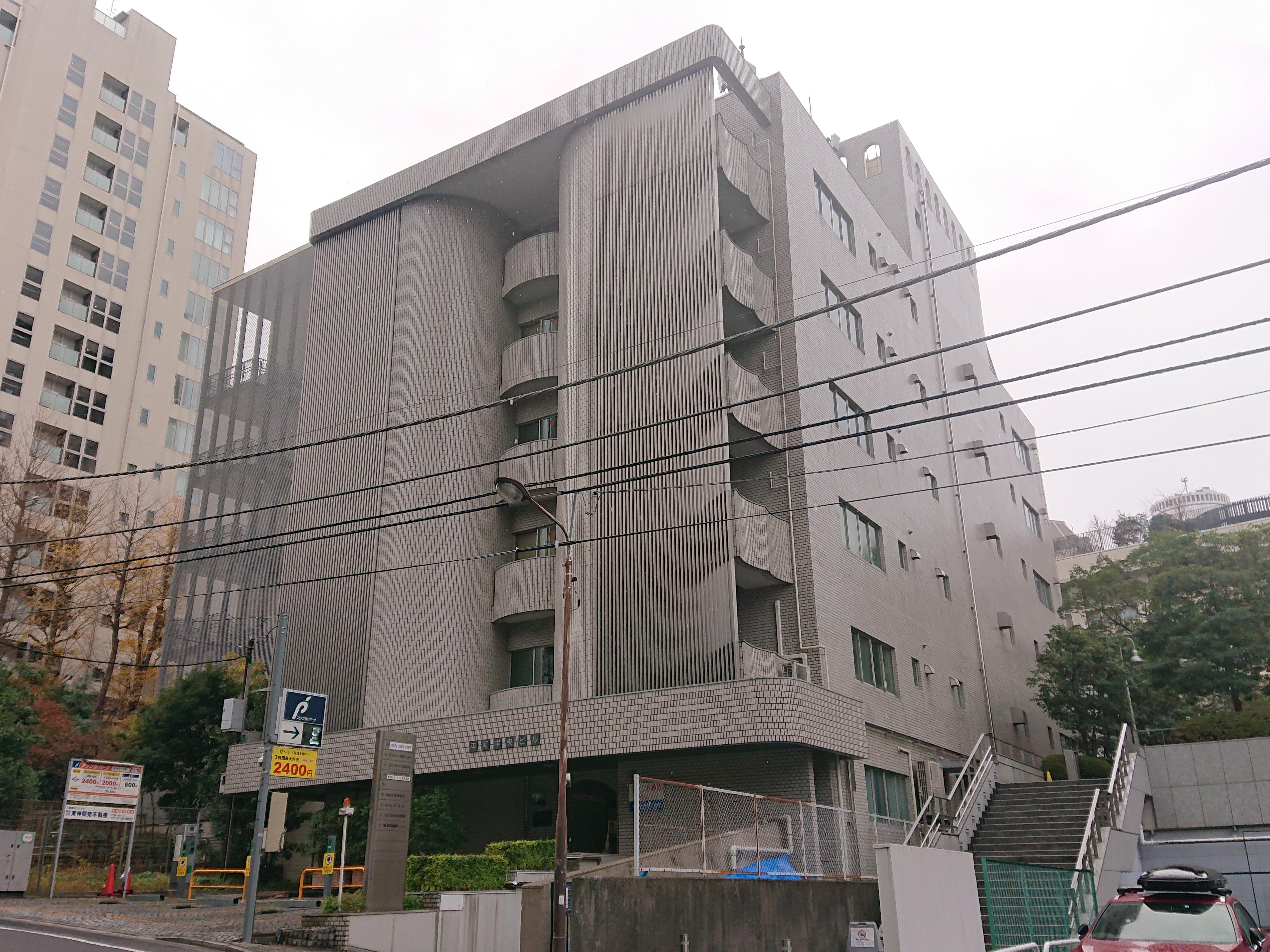
지요다구 히라카와정에 위치한 히라카와 중앙빌딩. 근미래정치연구회가 입주한 건물이다.

근미래정치연구회(일본어: 近未来政治研究会)는 과거에 존재했던 일본 자유민주당의 파벌이다.

## 역사

### 야마사키파

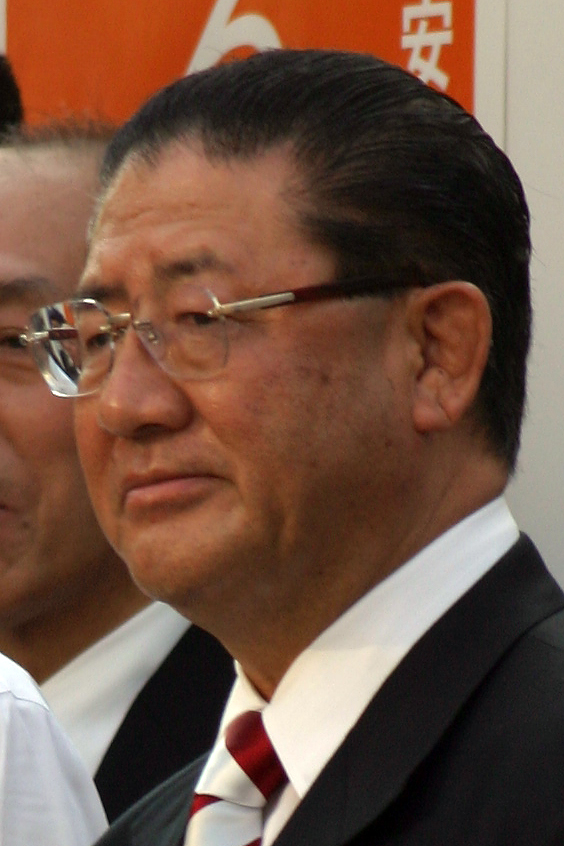
야마사키 다쿠

자민당의 파벌인 정책과학연구소는 회장 와타나베 미치오의 사망 이후 마땅한 총재 후보를 옹립하지 못했다. 야마사키 다쿠는 자신이 총재 후보가 되길 원했지만 파벌 내 간부들은 그를 지지하지 않았다. 이 갈등은 1998년 총재 선거 때 야마사키 그룹이 오부치 게이조를, 파벌의 주류를 차지하던 나카소네계가 가지야마 세이로쿠를 지지하면서 폭발했다. 결국 야마사키는 자신을 지지하는 37명의 의원들을 이끌고 11월 30일 정책과학연구소를 이탈해 새로운 파벌인 근미래정치연구회를 창설했다.
오부치 내각에서 아마리 아키라와 세키야 가쓰쓰구가 각각 노동대신과 건설대신으로 입각하고 후미야 다카시는 자유민주당 총무회장이 되었다. 하지만 1999년 총재 선거 때 야마사키는 자신의 맹우인 굉지회 소속 가토 고이치와 함께 출마하여 오부치에 대항했다가 오부치의 분노를 샀다. 이를 계기로 야마사키의 후견역이었던 야마나카 사다노리는 파벌을 이탈했다. 2000년 6월에 진행된 총선에서 통상산업상으로 자리를 옮긴 후미야를 비롯해 많은 각료 경험자들이 낙마하면서 소속 중의원 의원이 9명으로 줄었다. 11월에 일어난 가토의 난 때는 절반이 넘는 소속 의원들이 반대표를 던진 가토파와 달리 야마사키파는 단 두 명만이 반대표를 던지는 일사분란한 모습을 보여 정계 관계자들을 경탄케 했다.
고이즈미 준이치로가 총리대신이 된 뒤에는 간사장·부총재를 연이어 역임하여 주류파가 되었다. 하지만 야마사키가 스캔들에 발목이 잡혀 2003년 총선 때 낙선했고 부총재직에서 물러나고 말았다. 의원직을 상실했지만 파벌 회장직은 유지했으며 총리대신보좌관에 임명되면서 정치적 영향력을 어느 정도 지키는 데 성공했다. 이후 야마사키는 2005년 4월 보궐선거에서 승리해 정계에 복귀했다.
이후 세력 확대에 힘을 쏟았는데 이 과정에서 다른 파벌이나 정당 출신들을 많이 받아들였다. 그럼에도 야마사키·야스오카 오키하루·세키야·가메이 요시유키 등 베테랑 정치인들이 많아 일치단결된 모습을 보였다. 하지만 2006년 총재 선거 때 아베 신조 지지를 둘러싸고 파벌 내 갈등을 겪었다.
2007년 일본의 우정민영화에 반대하여 당에서 제명됐다가 복당한 다케다 료타·후루카와 요시히사·모리야마 히로시가 파벌에 가입했다. 12월에는 전 정조회장 이시하라 노부테루도 가입했는데 그는 이시하라 신타로의 아들로 국민적 지명도가 높고 자금력도 갖추고 있었기에 야마사키가 자신에게 반발하는 다케베 쓰토무나 아마리를 견제하고 자신의 정치적 영향력을 유지하는 것이 목적이었다.
이 무렵 야마사키는 측근인 다노세 료타로와 함께 조선민주주의인민공화국을 방문했다. 북한에 대한 독자적 움직임을 보인 것인데 이에 대해 일본 정부와 여당은 강한 불만을 표했다. 2008년 5월 파벌 회합을 통해 아마리를 회장 대행으로, 이시하라를 사무총장으로, 야마사키의 복심으로 통하던 기무라 요시오를 사무총장 대리로 지명했으며 세키야를 고문으로 추대했다. 그 해에 야마사키가 또 한 번 총재 선거에 출마했지만 낙마했다.
2009년 총선 때 소속 의원 수가 37명에서 16명으로 급감했다. 야마사키도 두 번째 낙마를 겪었는데 파벌의 존속을 위해서란 이유로 이번에도 회장직을 유지했다. 총선 직후 후루카와와 다케다가 파벌을 이탈했다. 이렇게 소속 의원이 크게 줄면서 파벌은 재정난을 겪었고 결국 파벌 사무소를 폐쇄하고 파벌의 거점을 야마사키의 개인 사무소로 옮겨야만 했다.
2011년 6월 아마리가 파벌 간 횡단형 그룹인 최고다 일본을 결성했다.

### 이시하라파

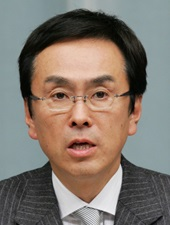
이시하라 노부테루

2012년 총재 선거에 이시하라가 출마했지만 아베·이시바 시게루에 이은 3위에 그쳤다. 한편 야마사키가 2012년 총선에 불출마하면서 정계를 은퇴한 뒤 12월 20일 이시하라가 신임 회장에 취임했다. 이후 이시하라의 동생인 이시하라 히로타카가 파벌에 가입했다. 하지만 파벌 간부인 아마리·다나카 가즈노리와 창립 멤버인 도카이 기사부로·하라다 요시아키 등이 신체제에 반발하며 파벌을 이탈해 버렸다. 총선 전에도 참의원의 오카다 히로시·고이즈미 아키오도 파벌을 이탈해 소속 참의원 의원이 한 명도 없어지는 등 파벌의 약체화가 현저해졌다.
2012년에 출범한 제2차 아베 신조 내각에 이시하라가 환경상으로 입각했다. 하지만 2014년에 각료직에서 물러났고 이때 자민당 파벌 중에서 유일하게 각료도 당직도 배출하지 못한 파벌이 되었다. 이에 비해 파벌을 이탈했던 아마리는 2012년부터 2016년까지 경제재정정책담당상으로 재직했다.
2015년 모리야마가 농림수산상에 취임했으며 2016년 금전 수수 의혹으로 아마리가 물러나고 후임으로 이시하라가 다시 입각했다. 이 무렵 니카이 도시히로가 이끄는 지수회와의 통합론이 부상했지만 무위로 그쳤다. 2017년에는 다니가키 사다카즈가 이끄는 유린회와의 통합론도 제기됐지만 역시 무위로 그쳤다.
2017년 파벌 사무총장이던 히라사와 가쓰에이가 파벌을 이탈했다. 같은 해 8월 제3차 아베 신조 제3차 개조내각 출범과 함께 이시하라파는 다시 각료 배출자가 0이 되었다. 하지만 모리야마가 당 국회대책위원장에 취임하여 당직을 하나 배분받을 수 있었다. 이 상황은 2019년 9월에 발족한 제4차 아베 신조 제2차 개조내각 때까지 지속됐다. 2020년 총재 선거 때는 내각관방장관 스가 요시히데를 지지했고 스가가 당선되자 파벌 사무총장 사카모토 데쓰시가 저출산대책담당상 겸 지방창생담당상으로 입각했다. 모리야마도 국대위원장 자리를 지켰다.
2021년 10월에 진행된 총선에서 도미오카 쓰토무가 정계를 은퇴하고 회장 이시하라·회장대행 노다 다케시가 낙선했다. 11월 11일 열린 파벌 회합에서 이시하라는 회장직에서 물러나겠다는 뜻을 밝혔다.
한편 이 선거에서 야마사키는 오사카부 제10구에 자민당의 오쿠마 가즈히데가 입후보했음에도 불구하고 입헌민주당의 쓰지모토 기요미를 지지하는 연설을 하여 당원 자격 정지 1년 처분을 받았다. 이와 함께 파벌 최고고문 자리도 잃었다.

### 모리야마파
2021년 12월 16일 모리야마가 새 회장으로 선임됐다. 2022년 8월 10일 모리야마가 당 선거대책위원장이 되어 다시 자유민주당 집행부에 들어갔다.
2024년 1월 23일 모리야마는 파벌을 해산할 뜻을 밝혔다. 이틀 뒤 열린 임시 총회에서 파벌 해산이 정식 의결됐다. 이는 당시 자민당이 정치 자금 파티을 둘러싼 비자금 의혹의 영향을 받은 것이었는데 정작 근미래정치연구회는 자민당 내 6개 파벌 중 유일하게 비자금 의혹과 관련하여 고발되지 않았고 소속 의원이나 관계자도 입건되지 않았다. 하지만 모리야마는 "국민들이 파벌의 존재 자체를 의심하고 있다"라며 해산을 전격 결정했다.

## 역대 회장
| 대수 | 이름              | 파벌 호칭  | 재임 기간     |
| ---- | ----------------- | ---------- | ------------- |
| 초대 | 야마사키 다쿠     | 야마사키파 | 1998년~2012년 |
| 2대  | 이시하라 노부테루 | 이시하라파 | 2012년~2021년 |
| 3대  | 모리야마 히로시   | 모리야마파 | 2021년~2024년 |

## 같이 보기
- 자유민주당의 파벌
- 보수방류
- 정책과학연구소
- 지수회